# 瀬嵩訓練場
瀬嵩訓練場（せだけくんれんじょう、英語: Sedake Training Area）は、1971年の沖縄返還協定「了解覚書」のA表に継続使用される米軍基地として登録された88か所の一つで、沖縄県名護市瀬嵩に所在する。
辺野古弾薬庫やキャンプ・シュワブのある大浦湾に面し、山手にかけて12.2haの面積が該当する。実際には、地元の許可が必要な一時使用訓練場であり、さらには地元が継続使用を拒否し、また地元の総合中学校の建設予定地となっていたため問題化、1971年に「返還」された。

## 概要
- 名称: 瀬高訓練場 (Sedake Training Area)[2]
- 場所: 沖縄県名護市瀬嵩
- 返還: 1971年6月30日
- 面積: 122,000㎡[3]

### 瀬高第一訓練場
名護市の西海岸に位置する瀬高第一訓練場は、本来は軍用地ではなく、一年のうちごく限られた日数だけを、地元から直接使用許可を得てはじめて使用できる一時使用訓練地であったが、地元との契約が切れている状態にもかかわらず、1971年の沖縄返還協定「了解覚書」で、継続使用される米軍基地 (A表) として一方的に登録された。「了解覚書」には、このような事例がいくつかあるが、特に瀬高訓練場では、アメリカ軍との再契約を強く拒否し、「純然たる民間地」として集落があり地元の総合中学校の建設予定地にもなっている地所を、「沖縄返還協定」の名のもとで新たに軍用地接収することだとして、失望と厳しい抵抗の声が上がった。
最終的に、日米は瀬嵩訓練場を1972年5月15日の沖縄返還の前までに「返還」することで、瀬嵩をA表から排除した。

### 瀬高第二訓練場
また、瀬高第二訓練場（英語: Sedake Training Area No. 2）も同様に一時使用訓練地であったが、「基地に関する了解覚書」のC表で、正規に米軍基地から「返還」される基地のリストに記入された。本来からして軍用地ではなく、ほとんどアメリカ軍によって使用された実績のない膨大な面積の「奥訓練場」や「瀬高第二訓練場」を、米軍基地として算出すること自体が、そもそも沖縄の現実を反映していないと厳しく批判された。

### 返還
1971年6月30日に瀬高第一、第二とも「返還」された。瀬高(第一)訓練場は、このことにより、継続使用される米軍基地のリスト (A表) から外された。
南側には、ゴルフ場（エナジック瀬嵩カントリークラブ）が建設された。

## 沖縄返還協定「了承覚書」問題
| 沖縄返還協定「了解覚書」 |               |               |                          |
| A表 - 8                  | 瀬嵩訓練場    | 瀬嵩第1訓練場 | 地位協定第2条4 (b)の使用 |
| C表 - 8                  | 瀬嵩第2訓練場 | 瀬嵩第2訓練場 |                          |

### 非軍用地で新たに基地に追加された7か所
1971年の日米合意「沖縄返還協定」は、地元の自治体や沖縄県の存在なくして日米間で取り決められたため、沖縄における米軍基地リスト「基地に関する了解覚書」として出来上がったものには、安和訓練場のように正確には軍用地ではなかったものも含まれ、それにより新たに日本側からアメリカ軍側に基地として提供される状況が7事案浮上した。また本来なら9施設となるべき地区をまとめて嘉手納弾薬庫としたり、また牧港サービス事務所の小さな建物1棟と隣接する牧港倉庫を別々の米軍基地として登録するなど、沖縄の現状と要望が反映されていない不自然で理不尽なものとなっていた。「核抜き本土並み」をうたいながらの、こうした「沖縄返還協定」のあり方に、地元の沖縄では大きな失望と抵抗の声が生まれた。

そのため、軍用地ではないにもかかわらず継続使用の米軍基地（A表）として登録された7か所（安波訓練場、川田訓練場、瀬高訓練場、久志訓練場、屋嘉訓練場、浮島訓練場、前島訓練場）のうち、地元がアメリカ軍に対して使用拒否している2か所（川田訓練場、瀬高訓練場）と、地元や土地所有者との間に了承がないまま記載された前島訓練場) の3施設については、その帳尻あわせとして1972年5月15日の沖縄返還の前までに「返還」を急いだ。
こうして1972年までに了解覚書A表から川田、瀬高、前島を除き、A表に新たに那覇海軍航空施設と伊波城観光ホテルの2施設を加え、最終的に87施設とした。しかしこの修正で加えられた伊波城観光ホテルも、返還協定同意後のホテル側のリース契約として海兵隊に貸しだされたものであり、A表に加えられることで、現実には、これも米軍基地の新規追加となり、地元の大きな抵抗を生じさせることとなった。

## 参考事項
- 沖縄の米軍基地 > 沖縄県の米軍基地一覧表
- 沖縄の収容所 > 瀬嵩民間人収容所